# (4365) Ivanova
(4365) Ivanova – planetoida z pasa głównego asteroid okrążająca Słońce w ciągu 4 lat i 298 dni w średniej odległości 2,85 j.a. Została odkryta 7 listopada 1978 roku w Obserwatorium Palomar przez Eleanor Helin i Schelte Busa. Nazwa planetoidy pochodzi od Wiolety Iwanowej, bułgarskiej astronom. Przed nadaniem nazwy planetoida nosiła oznaczenie tymczasowe (4365) 1978 VH8.